# Nati il 2 settembre

## XIII secolo(2)
- 1243 - Gilberto di Clare, VII conte di Gloucester, nobile e condottiero inglese († 1295)
- 1251 - Francesco Venimbeni, presbitero italiano († 1322)

## XV secolo(2)
- 1473 - Ercole Strozzi, poeta italiano († 1508)
- 1489 - Carlo IV d'Alençon, nobile francese († 1525)

## XVI secolo(5)
- 1516 - Francesco I di Nevers, nobile e militare francese († 1561)
- 1531 - Francesco Cattani da Diacceto, vescovo cattolico e teologo italiano († 1595)
- 1548 - Vincenzo Scamozzi, architetto e scenografo italiano († 1616)
- 1590 - Agostino Mascardi, letterato e storico italiano († 1640)
- 1594 - Ilarione Rancati, teologo italiano († 1663)

## XVII secolo(12)
- 1610 - Adam Lenckhardt, scultore tedesco († 1661)
- 1625 - Federico Baldeschi Colonna, cardinale italiano († 1691)
- 1648 - Maddalena Sibilla di Sassonia-Weissenfels, principessa († 1681)
- 1653 - Giovanni Antonio Matera, scultore italiano († 1718)
- 1655 - Andries Pels, banchiere olandese († 1731)
- 1656 - Girolamo Bonoli, religioso, storico e scrittore italiano († 1741)
- 1661 - Georg Böhm, compositore e organista tedesco († 1733)
- 1661 - Enrico di Sassonia-Merseburg, duca († 1738)
- 1667 - Federico Adolfo di Lippe-Detmold, conte († 1718)
- 1682 - Juan Antonio de Vizarrón y Eguiarreta, arcivescovo cattolico spagnolo († 1747)
- 1694 - Adrian Wetter, politico e mercante svizzero († 1764)
- 1695 - Giovanni Battista Piamontini, scultore italiano († 1762)

## XVIII secolo(43)
- 1702 - Philipp Daniel Lippert, archeologo e illustratore tedesco († 1785)
- 1707 - Gian Benedetto Mittarelli, religioso italiano († 1777)
- 1708 - André Le Breton, tipografo e editore francese († 1779)
- 1711 - Noël Hallé, pittore e incisore francese († 1781)
- 1716 - Jacques-Nicolas Tardieu, incisore francese († 1791)
- 1725 - Ewald Friedrich von Hertzberg, politico prussiano († 1795)
- 1726 - John Howard, filantropo britannico († 1790)
- 1733 - Friedrich Wolfgang Reiz, filologo classico e linguista tedesco († 1790)
- 1736 - Giovanni Antonio Rizzi Zannoni, cartografo e geografo italiano († 1814)
- 1737 - Aleksandr Grigor'evič Demidov, nobile russo († 1803)
- 1739 - Simone Cantoni, architetto svizzero († 1818)
- 1740 - Johann Georg Jacobi, poeta tedesco († 1814)
- 1741 - Pietro Augustoni, architetto italiano († 1815)
- 1744 - Gaetano Fiorio, attore teatrale e commediografo italiano († 1807)
- 1746 - Henry Scott, III duca di Buccleuch, politico scozzese († 1812)
- 1751 - Giannantonio Selva, architetto e architetto del paesaggio italiano († 1819)
- 1753 - Maria Giuseppina di Savoia, principessa († 1810)
- 1753 - John Borlase Warren, ammiraglio e politico britannico († 1822)
- 1755 - Michel Ordener, generale francese († 1811)
- 1756 - Federico Carlo Gravina, ammiraglio italiano († 1806)
- 1759 - Pietro Vidoni, cardinale italiano († 1830)
- 1763 - Caroline Schelling, scrittrice e traduttrice tedesca († 1809)
- 1764 - Georg Ludwig Hartig, botanico tedesco († 1837)
- 1765 - Barbara Ployer, pianista austriaca († 1811)
- 1766 - James Forten, imprenditore statunitense († 1842)
- 1772 - Jean Massieu, insegnante francese († 1846)
- 1773 - Louis Auguste Victor de Ghaisne de Bourmont, generale francese († 1846)
- 1774 - Benedetto Giovanelli, politico e storico italiano († 1846)
- 1774 - Paolina d'Arenberg, nobile belga († 1810)
- 1775 - Juan Martín Díez, generale spagnolo († 1825)
- 1776 - Toussaint du Breil de Pontbriand, ufficiale e nobile francese († 1844)
- 1778 - Luigi Bonaparte, re († 1846)
- 1779 - Vittorio Amedeo d'Assia-Rotenburg, nobile († 1834)
- 1783 - Raffaello Politi, pittore, architetto e archeologo italiano († 1870)
- 1784 - Davide Bertolotti, scrittore e giornalista italiano († 1860)
- 1784 - Leicester Stanhope, V conte di Harrington, nobile e ufficiale inglese († 1862)
- 1791 - Carlo Emanuele Asinari di San Marzano, patriota e militare italiano († 1841)
- 1792 - Bransby Blake Cooper, medico e chirurgo inglese († 1853)
- 1792 - Giuseppe Antonio Corte, politico italiano († 1858)
- 1792 - Vicente Ramón Roca, politico ecuadoriano († 1858)
- 1794 - James Marsh, chimico britannico († 1846)
- 1794 - Michal Rešetka, teologo e presbitero slovacco († 1854)
- 1796 - Ferdinand-Alphonse Hamelin, ammiraglio francese († 1864)

## XIX secolo(141)
- 1801 - Tullio Dandolo, scrittore, storico e filosofo italiano († 1870)
- 1801 - Carlo Trenca, politico monegasco († 1853)
- 1805 - Esteban Echeverría, poeta, scrittore e attivista argentino († 1851)
- 1805 - Matthias Hungerbühler, avvocato e politico svizzero († 1884)
- 1807 - Frederick Mackeson, militare britannico († 1853)
- 1811 - Jacob Christian Jacobsen, imprenditore e filantropo danese († 1887)
- 1811 - Antolín Monescillo y Viso, cardinale e arcivescovo cattolico spagnolo († 1897)
- 1812 - William Fox, politico neozelandese († 1893)
- 1812 - Giuseppe Revere, scrittore e politico italiano († 1889)
- 1813 - Štefan Závodník, presbitero, linguista e patriota slovacco († 1885)
- 1814 - Ernst Curtius, storico, archeologo e insegnante tedesco († 1896)
- 1814 - Carlo Pietro Gallini, ingegnere e politico italiano († 1888)
- 1820 - Augustin Pouyer-Quertier, politico e imprenditore francese († 1891)
- 1822 - Felicita Bevilacqua, nobildonna, patriota e filantropa italiana († 1899)
- 1822 - Tommaso Martini, politico italiano († 1893)
- 1822 - Stefano Ussi, pittore italiano († 1901)
- 1823 - Simone Corleo, politico e filosofo italiano († 1891)
- 1823 - Pierre Grivolas, pittore francese († 1906)
- 1828 - Jean-Baptiste Édouard Bornet, botanico francese († 1911)
- 1831 - Aldo Annoni, avvocato e politico italiano († 1900)
- 1831 - Giuseppe Parvis, ebanista e scultore italiano († 1909)
- 1832 - Giacomo Bellucci, vescovo cattolico italiano († 1917)
- 1833 - Piero Puccioni, politico italiano († 1898)
- 1834 - Luigi Maccaferri, patriota e ingegnere italiano († 1903)
- 1834 - Giorgio Sommer, fotografo tedesco († 1914)
- 1834 - Josef Zemp, politico svizzero († 1908)
- 1835 - Heinrich Auspitz, dermatologo austriaco († 1886)
- 1837 - James H. Wilson, generale statunitense († 1925)
- 1838 - Tommaso Bruni, economista e scrittore italiano († 1911)
- 1838 - Bartolomeo Cecchetti, storico e archivista italiano († 1889)
- 1838 - Liliʻuokalani delle Hawaii, regina († 1917)
- 1838 - Arnoldo Rèche, religioso francese († 1890)
- 1839 - Henry George, economista e politico statunitense († 1897)
- 1839 - Raffaele Rigotti, patriota italiano († 1861)
- 1840 - Emilia Dilke, scrittrice, storica dell'arte e sindacalista britannica († 1904)
- 1840 - Nicolò Melodia, politico italiano († 1929)
- 1840 - Giovanni Verga, scrittore, drammaturgo e politico italiano († 1922)
- 1841 - Clay Allison, allevatore e pistolero statunitense († 1887)
- 1843 - Émile Eudes, politico e militare francese († 1888)
- 1845 - Saverio Fausto De Dominicis, pedagogista italiano († 1930)
- 1846 - Paul Déroulède, politico, scrittore e militare francese († 1914)
- 1847 - George Robert Sims, giornalista, poeta e commediografo inglese († 1922)
- 1847 - Franz von Thun und Hohenstein, nobile e politico boemo († 1916)
- 1849 - Emma Curtis Hopkins, teologa e scrittrice statunitense († 1925)
- 1850 - Francesco Confalonieri, scultore italiano († 1925)
- 1850 - Eugene Field, scrittore e poeta statunitense († 1895)
- 1850 - Alfred Pringsheim, matematico tedesco († 1941)
- 1851 - Richard Voss, scrittore tedesco († 1918)
- 1852 - Paul Bourget, scrittore e saggista francese († 1935)
- 1852 - Herbert Rawson, calciatore mauriziano († 1924)
- 1853 - Ferdinand Karsch, entomologo, aracnologo e antropologo tedesco († 1936)
- 1853 - Wilhelm Ostwald, chimico tedesco († 1932)
- 1854 - Hans Jæger, scrittore, politico e filosofo norvegese († 1910)
- 1854 - Paul Marie Eugène Vieille, chimico e inventore francese († 1934)
- 1855 - Hoke Smith, politico e editore statunitense († 1931)
- 1856 - Luigi Lodi, giornalista italiano († 1933)
- 1856 - Wilhelm Franz Meyer, matematico tedesco († 1934)
- 1857 - Mina Carlson-Bredberg, pittrice svedese († 1943)
- 1857 - Paul Hervieu, scrittore e commediografo francese († 1915)
- 1857 - Karl Stauffer-Bern, pittore, incisore e scultore svizzero († 1891)
- 1859 - Firmin Bouisset, illustratore e litografo francese († 1925)
- 1859 - Emanuele Brugnoli, pittore italiano († 1944)
- 1861 - Bernardino Alimena, giurista e politico italiano († 1915)
- 1861 - Henrietta Crosman, attrice statunitense († 1944)
- 1862 - Alphons Diepenbrock, compositore olandese († 1921)
- 1862 - Heinrich Knirr, pittore tedesco († 1944)
- 1864 - Séraphine de Senlis, pittrice francese († 1942)
- 1865 - Ettore Giuria, militare e politico italiano († 1950)
- 1866 - Hiram Johnson, politico statunitense († 1945)
- 1866 - Frédéric Swarts, chimico belga († 1940)
- 1868 - Enea Noseda, politico italiano († 1947)
- 1869 - Carlo Pignatti Morano di Custoza, ammiraglio e politico italiano († 1944)
- 1870 - Marie Ault, attrice britannica († 1951)
- 1871 - J.W. Folsom, entomologo statunitense († 1936)
- 1872 - Nicolò Schirò, mafioso italiano († 1957)
- 1874 - Guido Asinari di San Marzano, politico italiano († 1949)
- 1874 - Giovan Battista Pastine, militare italiano († 1916)
- 1876 - Francesc Cambó, politico e economista spagnolo († 1947)
- 1877 - Guido Colucci, pittore, incisore e ceramista italiano († 1949)
- 1877 - Giuseppe Lipparini, critico letterario, poeta e scrittore italiano († 1951)
- 1877 - Frederick Soddy, chimico e fisico britannico († 1956)
- 1878 - Werner von Blomberg, generale e politico tedesco († 1946)
- 1878 - Maurice René Fréchet, matematico francese († 1973)
- 1878 - Edna May, cantante e attrice teatrale statunitense († 1948)
- 1878 - Milan Nedić, generale e politico serbo († 1946)
- 1878 - George Simpson, meteorologo e esploratore britannico († 1965)
- 1879 - Isidro Ayora, politico ecuadoriano († 1978)
- 1879 - Ferdinando Carlesi, traduttore, critico letterario e scrittore italiano († 1966)
- 1879 - Engelbert Schrammel, calciatore austriaco († 1970)
- 1881 - Désiré Beaurain, schermidore belga († 1963)
- 1881 - Albert Dubly, calciatore francese († 1949)
- 1881 - Allen Whipple, chirurgo statunitense († 1963)
- 1882 - J Harlen Bretz, geologo statunitense († 1981)
- 1882 - Lamberto Landi, compositore italiano († 1950)
- 1883 - Elisabetta Maria d'Asburgo-Lorena, nobile († 1963)
- 1883 - Edmond Crahay, schermidore belga († 1957)
- 1883 - Paride Negri, generale italiano († 1954)
- 1883 - Rudolf Weigl, biologo polacco († 1957)
- 1883 - George Woodger, calciatore inglese († 1961)
- 1884 - André Auffray, pistard francese († 1953)
- 1884 - Robert Feulgen, medico e chimico tedesco († 1955)
- 1884 - Franz Gall, militare tedesco († 1944)
- 1884 - Helen Gardner, attrice e produttrice cinematografica statunitense († 1968)
- 1884 - Frank Laubach, mistico e missionario statunitense († 1970)
- 1885 - Mario Girotti, generale italiano († 1957)
- 1885 - Vijayaraji, principe indiano († 1948)
- 1886 - Warren Brittingham, calciatore statunitense († 1962)
- 1886 - Gian Giacomo Gallarati Scotti, diplomatico e politico italiano († 1983)
- 1887 - Giovanni Boine, poeta e scrittore italiano († 1917)
- 1887 - Teddy Davison, calciatore e allenatore di calcio inglese († 1971)
- 1888 - Luigi Carnacina, gastronomo italiano († 1981)
- 1888 - Mario Cosatti, magistrato italiano († 1963)
- 1888 - Enea Venturi, imprenditore, pubblicista e politico italiano († 1963)
- 1889 - Ludwig Kübler, generale tedesco († 1947)
- 1889 - Aimé Lepercq, politico, partigiano e militare francese († 1944)
- 1889 - George H. Plympton, sceneggiatore statunitense († 1972)
- 1890 - Umberto Vittorio Cavassa, giornalista italiano († 1972)
- 1890 - Angelo Raffaele Jervolino, politico italiano († 1985)
- 1891 - Maria Capuana, mezzosoprano italiano († 1955)
- 1892 - Frank Wilcoxon, statistico e chimico irlandese († 1965)
- 1893 - Bruno Credaro, educatore, alpinista e politico italiano († 1969)
- 1894 - Wally Byron, hockeista su ghiaccio canadese († 1971)
- 1894 - Ilmari Manninen, insegnante, scrittore e etnografo finlandese († 1935)
- 1894 - James McCrae, allenatore di calcio e calciatore scozzese († 1974)
- 1894 - Joseph Roth, scrittore e giornalista austriaco († 1939)
- 1894 - Secondo Siviardo, calciatore, dirigente sportivo e allenatore di calcio italiano († 1965)
- 1895 - Guido Bernardi, politico italiano († 1972)
- 1895 - Genja Jonas, fotografa tedesca († 1938)
- 1895 - Hermann von Wissmann, geografo e esploratore austriaco († 1979)
- 1896 - Hinrich Lohse, politico tedesco († 1964)
- 1896 - Rosetta Pampanini, soprano italiano († 1973)
- 1896 - Walter Summers, regista e sceneggiatore inglese († 1973)
- 1898 - Bassano Daccò, calciatore italiano († 1977)
- 1898 - Pietro Dal Pozzo, partigiano e politico italiano († 1979)
- 1898 - Pietro Ferrero, pasticciere e imprenditore italiano († 1949)
- 1898 - Alfons Gorbach, politico austriaco († 1972)
- 1898 - Arthur Young, attore britannico († 1959)
- 1899 - Hans Jacob Nielsen, pugile danese († 1967)
- 1899 - Francesco Fausto Nitti, antifascista e partigiano italiano († 1974)
- 1900 - Fiorenzo Cimenti, politico italiano († 1951)
- 1900 - Victor Houet, calciatore belga

## XX secolo(878)
- 1901 - Andreas Embirikos, poeta greco († 1975)
- 1901 - John Longfellow, allenatore di pallacanestro statunitense († 1977)
- 1901 - Phil Napoleon, trombettista statunitense († 1990)
- 1901 - Adolph Rupp, allenatore di pallacanestro statunitense († 1977)
- 1901 - George Frederick James Temple, matematico britannico († 1992)
- 1902 - Albert Bormann, politico e funzionario tedesco († 1989)
- 1902 - Attilio Conton, maratoneta italiano († 1997)
- 1902 - Nino D'Aroma, politico e giornalista italiano († 1982)
- 1902 - Angelo De Carlo, mafioso statunitense († 1973)
- 1902 - Norman Ferguson, animatore e regista statunitense († 1957)
- 1902 - Theo de Haas, calciatore olandese († 1976)
- 1902 - Massenzio Masia, partigiano e politico italiano († 1944)
- 1903 - Ingemar Düring, filologo classico e traduttore svedese († 1984)
- 1903 - Gustave Thibon, filosofo e scrittore francese († 2001)
- 1904 - Herbert Engelsing, avvocato tedesco († 1962)
- 1905 - Thomas Bamford, calciatore gallese († 1967)
- 1905 - Erminio Bullio, imprenditore italiano († 1985)
- 1905 - Marcel Galey, calciatore francese († 1991)
- 1905 - Gastone Innocenti, calciatore italiano († 1969)
- 1905 - Lois Roden, religiosa statunitense († 1986)
- 1906 - Barbara Jo Allen, attrice statunitense († 1974)
- 1906 - Raffaele Aversa, ufficiale e partigiano italiano († 1944)
- 1906 - George Gordon, regista, animatore e sceneggiatore statunitense († 1986)
- 1906 - Aleksandr Kazancev, compositore di scacchi e scrittore di fantascienza russo († 2002)
- 1906 - José Manuel Martins, calciatore portoghese († 1994)
- 1906 - Anita Rho, traduttrice, germanista e antifascista italiana († 1980)
- 1906 - Henri Stoelen, pallanuotista belga († 1977)
- 1906 - John Wilkinson Taylor, educatore statunitense († 2001)
- 1907 - Giuseppe Bogoni, politico e antifascista italiano († 1982)
- 1907 - Evelyn Hooker, psicologa statunitense († 1996)
- 1907 - Fritz Szepan, calciatore e allenatore di calcio tedesco († 1974)
- 1908 - Fania Fénelon, pianista, compositrice e cantante francese († 1983)
- 1908 - Valentin Petrovič Gluško, ingegnere aeronautico e politico sovietico († 1989)
- 1908 - Olaf Hoffsbakken, sciatore nordico norvegese († 1986)
- 1908 - Nikolaj Aleksandrovič Kozyrev, astrofisico e astronomo russo († 1983)
- 1909 - John Cookman, hockeista su ghiaccio statunitense († 1982)
- 1909 - Antonino Dante, politico italiano († 1963)
- 1909 - Il'ja Abramovič Frėz, regista cinematografico sovietico († 1994)
- 1909 - Okagi Hayashi, supercentenaria giapponese († 2025)
- 1909 - Deane Montgomery, matematico statunitense († 1992)
- 1909 - Pasquale Rattotti, calciatore italiano
- 1909 - Harro Schulze-Boysen, antifascista e ufficiale tedesco († 1942)
- 1910 - Ēriks Bēze, calciatore lettone († 1980)
- 1910 - Henri Bierna, calciatore belga († 1944)
- 1910 - Donald Watson, attivista britannico († 2005)
- 1910 - Gustav Willhaus, militare tedesco († 1945)
- 1911 - Romare Bearden, scrittore e artista statunitense († 1988)
- 1911 - Floyd Council, cantante statunitense († 1976)
- 1911 - Werner Döring, fisico tedesco († 2006)
- 1911 - Odorico Panfili, militare italiano († 1938)
- 1911 - Eileen Way, attrice inglese († 1994)
- 1912 - Antonino Calvo y Calvo, religioso spagnolo († 1936)
- 1912 - Ferruccio Dardi, militare italiano († 1942)
- 1912 - Walter Morselli, pittore italiano († 1976)
- 1912 - Giovanni Proni, vescovo cattolico italiano († 1991)
- 1912 - Ingeborg Rapoport, pediatra e docente tedesca († 2017)
- 1913 - Ettore Falchi, pittore italiano († 1989)
- 1913 - Izrail' Moiseevič Gel'fand, matematico sovietico († 2009)
- 1913 - Ursula Hirschmann, politica e antifascista tedesca († 1991)
- 1913 - Pak Song-chol, politico e militare nordcoreano († 2008)
- 1913 - Bill Shankly, calciatore e allenatore di calcio britannico († 1981)
- 1914 - Giuseppe Antonini, calciatore e allenatore di calcio italiano († 1989)
- 1914 - Ralph Fasanella, pittore statunitense († 1997)
- 1914 - Cristoforo Filetti, politico e avvocato italiano († 2005)
- 1914 - Jean Pictet, docente svizzero († 2002)
- 1914 - Tomáš Porubský, calciatore slovacco († 1973)
- 1914 - Domenico Vacchiano, arcivescovo cattolico italiano († 2001)
- 1915 - Hans-Joachim Koellreutter, direttore d'orchestra, compositore e scrittore tedesco († 2005)
- 1915 - Dai-Keong Lee, compositore cinese († 2005)
- 1915 - Martin Rickelt, attore tedesco († 2004)
- 1916 - Lütfi Akad, regista e sceneggiatore turco († 2011)
- 1916 - René Bihel, calciatore francese († 1997)
- 1916 - Penny Santon, attrice statunitense († 1999)
- 1916 - Maria Giulia Cocco, politica e attivista italiana († 2013)
- 1916 - Tatevik Sazandaryan, mezzosoprano armeno († 1999)
- 1917 - Laurindo Almeida, chitarrista brasiliano († 1995)
- 1917 - Aldo Prata Pizzala, calciatore italiano
- 1917 - Armando Trovajoli, pianista, compositore e direttore d'orchestra italiano († 2013)
- 1917 - Luciana Viviani, partigiana e politica italiana († 2012)
- 1918 - Arnaldo Colleselli, politico italiano († 1988)
- 1918 - Elio Augusto Di Carlo, medico, ornitologo e storico italiano († 1998)
- 1918 - Allen Drury, scrittore e giornalista statunitense († 1998)
- 1919 - Anne-Marie Blanc, attrice svizzera († 2009)
- 1919 - Marge Champion, ballerina, coreografa e attrice statunitense († 2020)
- 1919 - Alberto Cipellini, politico e partigiano italiano († 2005)
- 1919 - Renato Gavarini, tenore italiano († 2003)
- 1919 - Lance Macklin, pilota automobilistico britannico († 2002)
- 1919 - Bruno Vailati, partigiano, regista e produttore cinematografico italiano († 1990)
- 1920 - Nigel Davies, antropologo, storico e militare britannico († 2004)
- 1920 - Romaldo Giurgola, architetto e scrittore italiano († 2016)
- 1920 - Roger Jorgensen, cestista statunitense († 2010)
- 1920 - Sergio Kasman, partigiano italiano († 1944)
- 1921 - Bob Faught, cestista statunitense († 2002)
- 1921 - Ervin Katnić, calciatore jugoslavo († 1979)
- 1921 - Don Kennedy, attore statunitense († 2013)
- 1921 - William M. Ketchum, politico statunitense († 1978)
- 1921 - Cesare Meucci, calciatore e allenatore di calcio italiano († 2016)
- 1921 - László Nagy, educatore e scrittore ungherese († 2009)
- 1921 - Gérard Prévot, scrittore belga († 1975)
- 1921 - Julio Adalberto Rivera, militare e politico salvadoregno († 1973)
- 1922 - Emilio Argiroffi, politico e poeta italiano († 1998)
- 1922 - Arthur Ashkin, fisico statunitense († 2020)
- 1923 - Almir Nélson de Almeida, cestista e allenatore di pallacanestro brasiliano († 1977)
- 1923 - Walerian Borowczyk, regista polacco († 2006)
- 1923 - Fred Draper, attore statunitense († 1999)
- 1923 - Paul Edwards, filosofo statunitense († 2004)
- 1923 - Walther Schaumann, militare e storico austriaco († 2004)
- 1923 - Jean Spangler, ballerina, modella e attrice statunitense
- 1923 - René Thom, matematico e filosofo francese († 2002)
- 1924 - Henri Krasucki, sindacalista francese († 2003)
- 1924 - Daniel Toroitich arap Moi, politico keniota († 2020)
- 1924 - Sidney Phillips, militare, medico e scrittore statunitense († 2015)
- 1925 - Bob Crosbie, calciatore scozzese († 1994)
- 1925 - Gjelosh Lulashi, militare albanese († 1946)
- 1925 - Hugo Montenegro, compositore e direttore d'orchestra statunitense († 1981)
- 1925 - Red Owens, cestista e allenatore di pallacanestro statunitense († 1988)
- 1925 - Carlo Piantoni, insegnante italiano († 2009)
- 1925 - Ronnie Stevens, attore inglese († 2006)
- 1925 - Ernie Taylor, calciatore e allenatore di calcio inglese († 1985)
- 1926 - Armando Cossutta, politico, giornalista e partigiano italiano († 2015)
- 1926 - Alfredo Fabbri, pittore italiano († 2010)
- 1926 - Wynne Godley, economista britannico († 2010)
- 1926 - Evgenij Pavlovič Leonov, attore sovietico († 1994)
- 1926 - Ibrahim Nasir, politico maldiviano († 2008)
- 1926 - Francesco Prosperi, regista e sceneggiatore italiano († 2004)
- 1927 - Trude Beiser, ex sciatrice alpina austriaca
- 1927 - Pál Bogár, cestista ungherese († 2012)
- 1927 - Gustavo Boldrini, pittore italiano († 1987)
- 1927 - Giorgio Bordignon, ex calciatore italiano
- 1927 - Tibor Csík, pugile ungherese († 1976)
- 1927 - Gabriella Gherbez, politica e partigiana italiana († 1996)
- 1927 - Francis Matthews, attore britannico († 2014)
- 1927 - Gene Rhodes, cestista, allenatore di pallacanestro e dirigente sportivo statunitense († 2018)
- 1928 - Arnaldo Balay, calciatore argentino († 2006)
- 1928 - Guido Marazzi, docente e giornalista svizzero († 2012)
- 1928 - France Pibernik, poeta, scrittore e saggista sloveno († 2021)
- 1928 - Franco Prosperi, regista italiano
- 1928 - Horace Silver, pianista e compositore statunitense († 2014)
- 1928 - Benito Stefanelli, attore e stuntman italiano († 1999)
- 1928 - Mel Stuart, regista, produttore televisivo e sceneggiatore statunitense († 2012)
- 1929 - Hal Ashby, regista, montatore e produttore cinematografico statunitense († 1988)
- 1929 - Mario Bertok, scacchista e giornalista croato († 2008)
- 1929 - Rex Hartwig, tennista australiano († 2022)
- 1929 - Rina Macrelli, sceneggiatrice, scrittrice e conduttrice televisiva italiana († 2020)
- 1929 - Elio Marchegiani, pittore e scultore italiano
- 1929 - Victor Spinetti, attore britannico († 2012)
- 1930 - Jacques Geninasca, semiologo e pittore svizzero († 2010)
- 1930 - Harry Koch, calciatore svizzero († 2012)
- 1930 - Ferry Koczur, calciatore francese († 1989)
- 1930 - François Mahé, ciclista su strada francese († 2015)
- 1930 - Herbert Maschke, calciatore tedesco orientale († 2000)
- 1931 - Wim Anderiesen Jr., calciatore olandese († 2017)
- 1931 - Bruno Contrada, poliziotto e agente segreto italiano
- 1931 - Michael Dante, attore statunitense
- 1931 - Clifford Jordan, sassofonista statunitense († 1993)
- 1931 - Juan Carlos Scannone, presbitero e teologo argentino († 2019)
- 1931 - Alan K. Simpson, politico statunitense († 2025)
- 1932 - Blagoje Adžić, generale jugoslavo († 2012)
- 1932 - Lia Amanda, attrice italiana
- 1932 - Giorgio Da Mommio, politico italiano († 2020)
- 1932 - Walter Davis Jr., pianista statunitense († 1990)
- 1932 - Fred Ingaldson, cestista canadese († 2011)
- 1932 - Maurizio Scaparro, regista, critico teatrale e politico italiano († 2023)
- 1933 - Norberto Anido, calciatore argentino († 1985)
- 1933 - Sandro Benedetti, architetto e storico dell'architettura italiano († 2024)
- 1933 - Ed Conlin, cestista e allenatore di pallacanestro statunitense († 2012)
- 1933 - Hans Glauber, sociologo, artista e alpinista italiano († 2008)
- 1933 - Mathieu Kérékou, militare e politico beninese († 2015)
- 1933 - Tore Nochi, pittore e scultore italiano († 1999)
- 1933 - William Packard, scrittore, docente e poeta statunitense († 2002)
- 1934 - Allen Carr, saggista britannico († 2006)
- 1934 - Günter Herrmann, calciatore tedesco († 2012)
- 1934 - Werner Leimgruber, calciatore svizzero († 2025)
- 1934 - Chuck McCann, attore e doppiatore statunitense († 2018)
- 1934 - Donald Redford, egittologo canadese († 2024)
- 1935 - Yıldırım Akbulut, politico turco († 2021)
- 1935 - Marc Augé, antropologo, etnologo e scrittore francese († 2023)
- 1935 - Carlotta Barilli, attrice italiana († 2020)
- 1935 - Vladimír Válek, direttore d'orchestra ceco († 2025)
- 1936 - Len Carlson, doppiatore canadese († 2006)
- 1936 - Maxime Dorigo, ex cestista e allenatore di pallacanestro francese
- 1936 - Aldo Gaiga, ex calciatore italiano
- 1936 - Andrew Grove, ingegnere e imprenditore ungherese († 2016)
- 1936 - Franco Loriga, ex calciatore italiano
- 1936 - Giovanni Motetta, politico italiano
- 1936 - Rudolf Pesch, teologo tedesco († 2011)
- 1936 - Gaetano Vergazzola, calciatore e allenatore di calcio italiano († 2012)
- 1937 - Kristina Adolphson, attrice svedese
- 1937 - Robert S. P. Beekes, linguista olandese († 2017)
- 1937 - Giuseppe Galante, canottiere italiano († 2021)
- 1937 - Willi Giesemann, calciatore tedesco († 2024)
- 1937 - Guri Holm, sciatrice alpina norvegese († 2023)
- 1937 - Piero Ravagli, fotografo italiano († 2015)
- 1937 - Jaroslava Georgievna Turylëva, doppiatrice, direttrice del doppiaggio e attrice sovietica († 2020)
- 1938 - John Angus, calciatore inglese († 2021)
- 1938 - Carlo Bordini, poeta e storico italiano († 2020)
- 1938 - Mary Jo Catlett, attrice e doppiatrice statunitense
- 1938 - Jany Clair, attrice francese
- 1938 - Jimmy Clanton, cantante e attore statunitense
- 1938 - Giuliano Gemma, attore e stuntman italiano († 2013)
- 1938 - Lajos Kozma, tenore ungherese († 2007)
- 1938 - Vjačeslav Maruško, calciatore sovietico († 1999)
- 1938 - Gloria Münchmeyer, attrice cilena
- 1938 - Mariarosa Schiaffino, scrittrice, giornalista e pubblicista italiana
- 1938 - Sergio Tacchini, stilista, imprenditore e ex tennista italiano
- 1939 - Joachim Bäse, calciatore tedesco occidentale († 2020)
- 1939 - Theodore Dumitru, allenatore di calcio e dirigente sportivo rumeno († 2016)
- 1939 - Gianni Fabbri, architetto italiano
- 1939 - Ivar Jacobson, informatico svedese
- 1939 - Jack Lang, politico francese
- 1939 - Nicolino Locche, pugile argentino († 2005)
- 1939 - Manfred Matuschewski, ex mezzofondista tedesco
- 1939 - Henry Mintzberg, economista canadese
- 1939 - Domenico Romeo, politico italiano
- 1939 - Tito Solari Capellari, arcivescovo cattolico italiano
- 1940 - Régis Debray, scrittore, filosofo e funzionario francese
- 1940 - Jim Fryatt, allenatore di calcio e calciatore inglese († 2020)
- 1940 - Hélio Rubens Garcia, ex cestista e allenatore di pallacanestro brasiliano
- 1940 - Carlo Manacorda, economista italiano
- 1940 - Romano Masoni, pittore e incisore italiano
- 1940 - Harry Northup, attore e poeta statunitense
- 1940 - Pippo Franco, attore, cantante e comico italiano
- 1941 - Igor' Grabovskij, ex pallanuotista sovietico
- 1941 - Lev Ponomarëv, attivista e politico russo
- 1941 - Sadhana Shivdasani, attrice indiana († 2015)
- 1941 - Zoran Tadić, regista e sceneggiatore croato († 2007)
- 1941 - John Thompson, cestista e allenatore di pallacanestro statunitense († 2020)
- 1941 - Luca Vernizzi, artista e pittore italiano
- 1942 - Vittorio Grevi, giurista e editorialista italiano († 2010)
- 1942 - Stuart Hagmann, regista, sceneggiatore e regista televisivo statunitense
- 1942 - Nereo Laroni, politico italiano († 2019)
- 1942 - China Lee, modella e attrice statunitense
- 1942 - Wanna Marchi, personaggio televisivo, truffatrice e criminale italiana
- 1942 - Giovanna Masciotta, ex schermitrice italiana
- 1942 - Hartmut Neugebauer, doppiatore, attore e conduttore radiofonico tedesco († 2017)
- 1942 - Ivana Ramella, annunciatrice televisiva e conduttrice televisiva italiana († 2024)
- 1942 - Robert Shapiro, avvocato statunitense
- 1943 - Hans-Ulrich Grapenthin, ex calciatore tedesco orientale
- 1944 - Gilda Bartoloni, etruscologa italiana
- 1944 - Roberto Bianciardi, ex arbitro di calcio italiano
- 1944 - Jean-Paul Bosonnet, pilota di rally francese
- 1944 - Michele D'Ambrosio, politico italiano († 2010)
- 1944 - Orlando Martínez, pugile cubano († 2021)
- 1944 - Claude Nicollier, astronauta svizzero
- 1944 - Janet Simpson, velocista britannica († 2010)
- 1944 - Sin Dong-pa, ex cestista e allenatore di pallacanestro sudcoreano
- 1944 - Johny Thio, calciatore belga († 2008)
- 1945 - Edward Aquilina, calciatore e allenatore di calcio maltese († 2021)
- 1945 - Ljuben Genov, tennista bulgaro († 1989)
- 1945 - Kim Seung-il, ex calciatore nordcoreano
- 1946 - Rosanna Branciforti, politica italiana († 2009)
- 1946 - Hubert Forstinger, ex arbitro di calcio austriaco
- 1946 - Antonio Giraudo, dirigente sportivo italiano
- 1946 - Valentin Gorlov, regista sovietico
- 1946 - Bent Holm, critico letterario, drammaturgo e traduttore danese
- 1946 - David Jenkins, ex calciatore inglese
- 1946 - Zdeněk Kudrna, pilota motociclistico cecoslovacco († 1982)
- 1946 - Rudy Maira, politico italiano
- 1946 - Billy Preston, musicista, cantante e polistrumentista statunitense († 2006)
- 1946 - Walter Simonson, fumettista statunitense
- 1946 - Dan White, politico e criminale statunitense († 1985)
- 1947 - Francesco Aloisio, medico e politico italiano
- 1947 - Richard Coughlan, batterista britannico († 2013)
- 1947 - Alessandro Dal Lago, sociologo italiano († 2022)
- 1947 - Aldo Donati, cantautore, attore e personaggio televisivo italiano († 2014)
- 1947 - Kevin Joseph Farrell, cardinale e vescovo cattolico irlandese
- 1947 - Rajko Grlić, regista e sceneggiatore croato
- 1947 - Antonio Mennini, arcivescovo cattolico italiano
- 1947 - Louis Michel, politico belga
- 1948 - Nate Archibald, ex cestista e allenatore di pallacanestro statunitense
- 1948 - Terry Bradshaw, ex giocatore di football americano e attore statunitense
- 1948 - Yaakov Litzman, politico e rabbino israeliano
- 1948 - Christa McAuliffe, insegnante statunitense († 1986)
- 1948 - Adriano Novellini, ex calciatore italiano
- 1949 - Jürgen Colombo, ex pistard tedesco
- 1949 - Hans-Hermann Hoppe, economista tedesco
- 1949 - Rüdiger Kunze, ex canottiere tedesco
- 1949 - Frank Ripploh, regista, attore e sceneggiatore tedesco († 2002)
- 1949 - Silver Sirotti, funzionario italiano († 1974)
- 1950 - Emilio Aranguren Echeverría, vescovo cattolico cubano
- 1950 - Nuccio Carrara, politico italiano
- 1950 - Rosanna DeSoto, attrice statunitense
- 1950 - Antonio Garcés, ex calciatore cubano
- 1950 - Harvey Levin, personaggio televisivo e avvocato statunitense
- 1950 - Giuseppe Noal, ex canottiere italiano
- 1950 - Michael Rother, musicista tedesco
- 1950 - Lenka Trajkovski, ex cestista jugoslava
- 1951 - Nasrollah Abdollahi, allenatore di calcio e ex calciatore iraniano
- 1951 - Kai Bird, scrittore e giornalista statunitense
- 1951 - Harvey Catchings, ex cestista statunitense
- 1951 - Jesse Dark, ex cestista statunitense
- 1951 - Jim DeMint, politico statunitense
- 1951 - Enzo Fasano, politico italiano († 2022)
- 1951 - Mark Harmon, attore e produttore televisivo statunitense
- 1951 - Mik Kaminski, violinista britannico
- 1951 - Roberto Luciani, architetto, archeologo e giornalista italiano
- 1951 - Daniela Mazzucca, politica italiana
- 1951 - Joseph Halevi Horowitz Weiler, giurista e docente sudafricano
- 1951 - Ahmed Yaghoti, pallanuotista iraniano
- 1952 - Josef Bisig, presbitero svizzero
- 1952 - Bruno Ceccobelli, artista, pittore e scultore italiano
- 1952 - Jimmy Connors, ex tennista e allenatore di tennis statunitense
- 1952 - Chris Knox, musicista neozelandese
- 1952 - Mihhail Lotman, semiologo, critico letterario e politico estone
- 1952 - Silvia Marsoni, oncologa e politica italiana
- 1952 - Mario Medina, ex calciatore messicano
- 1952 - Earl Pomeroy, politico statunitense
- 1952 - Maria Pia Quintavalla, poetessa e scrittrice italiana
- 1952 - John Rutherford, politico statunitense
- 1952 - Ljubiša Tumbaković, allenatore di calcio e ex calciatore serbo
- 1952 - Mike Winter, ex calciatore austriaco
- 1952 - Keiko Yokozawa, doppiatrice giapponese
- 1953 - Michele Aiello, mafioso e imprenditore italiano
- 1953 - Keith Allen, attore britannico
- 1953 - Michelangelo Arena, ex maratoneta italiano
- 1953 - Christina Crosby, insegnante e scrittrice statunitense († 2021)
- 1953 - Stefan Leletko, sollevatore polacco († 2012)
- 1953 - Alberto Ricardo Lorenzelli Rossi, vescovo cattolico argentino
- 1953 - Barbara Marzano, attrice italiana
- 1953 - Aḥmad Shāh Masʿūd, militare, politico e guerrigliero afghano († 2001)
- 1953 - Stefano Petitti, giurista italiano
- 1953 - Jon Savage, conduttore televisivo, critico musicale e giornalista britannico
- 1953 - Gerhard Thiele, ex astronauta e fisico tedesco
- 1953 - John Zorn, compositore, sassofonista e polistrumentista statunitense
- 1953 - Domenico Zumpano, mafioso italiano († 1997)
- 1954 - Zeta Aimilianidou, politica e avvocata cipriota († 2022)
- 1954 - Andrej Babiš, politico e imprenditore ceco
- 1954 - Mireille Ballestrazzi, funzionaria francese
- 1954 - Abele Blanc, alpinista italiano
- 1954 - Stephen Bungay, dirigente d'azienda, storico e scrittore britannico
- 1954 - Doriano Fasoli, scrittore, critico letterario e giornalista italiano
- 1954 - Felice Maniero, criminale italiano
- 1954 - Donald Margulies, drammaturgo e sceneggiatore statunitense
- 1954 - Giancarlo Previati, attore italiano
- 1954 - Humberto Zurita, attore messicano
- 1955 - Adriana Albini, chimica italiana
- 1955 - Khaled Fouad Allam, sociologo e politico algerino († 2015)
- 1955 - Steve Berry, avvocato e scrittore statunitense
- 1955 - Renzo Danesi, mafioso italiano
- 1955 - Chris Grabenstein, scrittore statunitense
- 1955 - Malcolm Holcombe, cantautore e compositore statunitense († 2024)
- 1955 - Bob Iles, ex calciatore inglese
- 1955 - Florența Mihai, tennista rumena († 2015)
- 1955 - Natal'ja Petrusëva, ex pattinatrice di velocità su ghiaccio sovietica
- 1955 - Linda Purl, attrice statunitense
- 1955 - Erik Valeur, scrittore e giornalista danese
- 1956 - Zlatan Arnautović, ex pallamanista serbo
- 1956 - Padim Israel, ex cestista filippino
- 1956 - Wayne Pedzwater, bassista statunitense († 2005)
- 1956 - Ken Scalabroni, allenatore di pallacanestro statunitense
- 1956 - Rogério Skylab, cantante, chitarrista e conduttore televisivo brasiliano
- 1957 - Tony Alva, skater, musicista e imprenditore statunitense
- 1957 - Ingrid Auerswald, ex velocista tedesca
- 1957 - Franck Cazalon, ex cestista francese
- 1957 - Lucio Ciotola, comico italiano
- 1957 - Steve Porcaro, tastierista e compositore statunitense
- 1957 - Daniele Trambusti, batterista italiano
- 1958 - Mario Fortunato, scrittore e giornalista italiano
- 1958 - Olivier Grouillard, pilota automobilistico francese
- 1958 - Zdravko Krivokapić, politico, ingegnere e scrittore montenegrino
- 1958 - Giuseppe Lucchese, mafioso italiano
- 1958 - Beatrice Margiotti, doppiatrice italiana
- 1958 - Fritz McIntyre, tastierista britannico († 2021)
- 1958 - Selim Jean Sfeir, vescovo cattolico libanese
- 1959 - Daniele Filisetti, ex calciatore e dirigente sportivo italiano
- 1959 - Glenn Grøtheim, giocatore di bridge norvegese
- 1959 - Reinhard Kienast, ex calciatore austriaco
- 1959 - Guy Laliberté, imprenditore e filantropo canadese
- 1959 - Tetsuya Nakashima, regista e sceneggiatore giapponese
- 1959 - Scott Steindorff, produttore cinematografico statunitense
- 1959 - Alberto Taraglio, sceneggiatore, regista cinematografico e fumettista italiano
- 1959 - César Vega, allenatore di calcio e ex calciatore uruguaiano
- 1959 - Juraj Žuffa, ex cestista e allenatore di pallacanestro cecoslovacco
- 1960 - Arnaldo Antunes, cantante, compositore e poeta brasiliano
- 1960 - Les Craft, ex cestista statunitense
- 1960 - Eric Dickerson, ex giocatore di football americano statunitense
- 1960 - Kristin Halvorsen, politica norvegese
- 1960 - Ruth Jacott, cantante olandese
- 1960 - Vetle Lid Larssen, giornalista e scrittore norvegese
- 1960 - Hiroshi Matsuda, allenatore di calcio e ex calciatore giapponese
- 1960 - Doug Polen, pilota motociclistico statunitense
- 1960 - Flavio Rodeghiero, politico italiano
- 1960 - Paul David Sirba, vescovo cattolico statunitense († 2019)
- 1960 - Leonard Smith, ex giocatore di football americano statunitense
- 1960 - Greg Stewart, cestista statunitense († 2018)
- 1961 - Nadija Bill'ova, biatleta ucraina
- 1961 - Gennaro Cirillo, ex canoista italiano
- 1961 - Tim Gallegos, bassista statunitense
- 1961 - Eugenio Derbez, attore, regista e produttore cinematografico messicano
- 1961 - Tetsuo Hara, fumettista e character designer giapponese
- 1961 - Toshinobu Katsuya, ex calciatore e ex giocatore di calcio a 5 giapponese
- 1961 - Maurizio Martusciello, musicista, compositore e produttore discografico italiano
- 1961 - Luis Guevara Mora, ex calciatore salvadoregno
- 1961 - Didier Ollé-Nicolle, allenatore di calcio e ex calciatore francese
- 1961 - Federica Paccosi, attrice, modella e showgirl italiana († 2006)
- 1961 - Hasmik Papian, soprano armeno
- 1961 - Claude Puel, allenatore di calcio e ex calciatore francese
- 1961 - Carlos Valderrama, ex calciatore colombiano
- 1961 - Anthony Wong Chau-sang, attore, sceneggiatore e regista hongkonghese
- 1962 - Knut Leo Abrahamsen, ex combinatista nordico norvegese
- 1962 - Gilbert Bodart, ex calciatore e allenatore di calcio belga
- 1962 - Dominique Farrugia, regista, attore e produttore cinematografico francese
- 1962 - Chile Eboe-Osuji, giudice nigeriano
- 1962 - Giovanni Endrizzi, politico italiano
- 1962 - Vlatko Glavaš, allenatore di calcio e ex calciatore bosniaco
- 1962 - Maury Ponickwar de Souza, ex cestista brasiliano
- 1962 - Caroline O'Connor, attrice, ballerina e cantante britannica
- 1962 - Giacomo Pilati, giornalista e scrittore italiano
- 1962 - Prachya Pinkaew, regista, sceneggiatore e produttore cinematografico thailandese
- 1962 - Haris Škoro, ex calciatore jugoslavo
- 1962 - Tracy Smothers, wrestler statunitense († 2020)
- 1962 - Keir Starmer, politico e avvocato britannico
- 1963 - Juan Carlos Ablanedo, ex calciatore spagnolo
- 1963 - Pietrangelo Buttafuoco, giornalista, scrittore e conduttore televisivo italiano
- 1963 - Stanislav Čerčesov, allenatore di calcio e ex calciatore russo
- 1963 - Sergio Luzzatto, storico, giornalista e conduttore televisivo italiano
- 1963 - Sam Mitchell, ex cestista e allenatore di pallacanestro statunitense
- 1963 - Erkin Osman, allenatore di calcio a 5 e ex giocatore di calcio a 5 cipriota
- 1963 - Ken Taylor, ex giocatore di football americano statunitense
- 1964 - Jimmy Banks, calciatore statunitense († 2019)
- 1964 - Hermidio Barrantes, ex calciatore costaricano
- 1964 - Jim DeRogatis, giornalista statunitense
- 1964 - Stephen Egerton, chitarrista statunitense
- 1964 - Tom Hall, informatico statunitense
- 1964 - Andrea Illy, imprenditore italiano
- 1964 - Hélène Louvart, direttrice della fotografia francese
- 1964 - Rudy Marra, cantautore e scrittore italiano
- 1964 - Keanu Reeves, attore e musicista canadese
- 1964 - Anja Schüte, attrice tedesca
- 1965 - Lionel Aingimea, politico nauruano
- 1965 - Richard Coffey, ex cestista statunitense
- 1965 - Klaus Davi, giornalista, opinionista e sondaggista svizzero
- 1965 - Bradley Joseph, compositore, pianista e tastierista statunitense
- 1965 - Lennox Lewis, ex pugile britannico
- 1965 - Andrea Lloyd, ex cestista statunitense
- 1965 - Vincent Patar, regista e sceneggiatore belga
- 1965 - Partho Sen-Gupta, regista, sceneggiatore e direttore artistico indiano
- 1965 - Roberto Simonetta, ex calciatore italiano
- 1965 - Claudio Traina, poliziotto italiano († 1992)
- 1966 - Nicola Armaroli, chimico italiano
- 1966 - Dino Cazares, chitarrista statunitense
- 1966 - Philippe Courard, politico belga
- 1966 - Marcello Cuttitta, ex rugbista a 15 e allenatore di rugby a 15 italiano
- 1966 - Massimo Cuttitta, rugbista a 15 e allenatore di rugby a 15 italiano († 2021)
- 1966 - Maria Alessandra Gallone, politica italiana
- 1966 - Salma Hayek, attrice messicana
- 1966 - Rafael Jofresa, ex cestista spagnolo
- 1966 - Melanie Joy, psicologa e scrittrice statunitense
- 1966 - Olivier Panis, ex pilota automobilistico francese
- 1966 - Jens Steinigen, ex biatleta tedesco
- 1966 - Tuc Watkins, attore statunitense
- 1967 - Kerstin Behrendt, ex velocista tedesca
- 1967 - Cristiano Ciocchetti, ex pallanuotista e allenatore di pallanuoto italiano
- 1967 - Fabrice Divert, ex calciatore francese
- 1967 - Satoshi Fujita, allenatore di football americano giapponese
- 1967 - Gustaf Hammarsten, attore svedese
- 1967 - Philippe Haïm, regista, sceneggiatore e compositore francese
- 1967 - Dolkun Isa, politico e attivista cinese
- 1967 - Andreas Möller, dirigente sportivo, allenatore di calcio e ex calciatore tedesco
- 1967 - Tom Pokel, allenatore di hockey su ghiaccio e ex hockeista su ghiaccio statunitense
- 1967 - Ruggiero Rizzitelli, ex calciatore italiano
- 1968 - Kristen Cloke, attrice statunitense
- 1968 - Valentina De Poli, giornalista italiana
- 1968 - Mark Everett, ex mezzofondista e velocista statunitense
- 1968 - Jonathan Goldstein, sceneggiatore, regista e produttore televisivo statunitense
- 1968 - Joe Nagbe, ex calciatore liberiano
- 1968 - Jill Rutten, ex calciatrice e allenatrice di calcio statunitense
- 1968 - Vaughan Ryan, ex calciatore inglese
- 1968 - Cynthia Watros, attrice statunitense
- 1969 - Desislava Angelova, ex cestista bulgara
- 1969 - Francesco Camattini, cantautore italiano
- 1969 - Frédéric Gioria, allenatore di calcio e ex calciatore francese
- 1969 - Robert Habeck, politico tedesco
- 1969 - Hiroaki Hiraoka, allenatore di calcio e ex calciatore giapponese
- 1969 - Chrīstos Karkamanīs, ex calciatore greco
- 1969 - Mikael Löfgren, ex biatleta svedese
- 1969 - Tiziano Panconi, storico dell'arte italiano
- 1969 - Juan José Salaverry Villarreal, vescovo cattolico peruviano
- 1970 - Khalil Al Ghamdi, ex arbitro di calcio saudita
- 1970 - Jonas Axeldal, ex calciatore svedese
- 1970 - Chad Deering, ex calciatore statunitense
- 1970 - Antonella Ferrari, attrice italiana
- 1970 - Marzia Grossi, ex tennista italiana
- 1970 - Luigi Martinelli, ex calciatore italiano
- 1970 - Nacho Rodríguez, dirigente sportivo e ex cestista spagnolo
- 1970 - Gerd Schönfelder, ex sciatore alpino tedesco
- 1970 - Gerald Steinacher, storico austriaco
- 1970 - Gary Turner, kickboxer, lottatore e artista marziale misto inglese
- 1971 - Kjetil André Aamodt, ex sciatore alpino norvegese
- 1971 - Matthieu Delaporte, sceneggiatore, drammaturgo e regista francese
- 1971 - Julia Haacke, attrice e doppiatrice tedesca
- 1971 - Fariborz Kamkari, regista e sceneggiatore iraniano
- 1971 - Rodwell Kamwendo, ex mezzofondista e maratoneta malawiano
- 1971 - Andreja Koblar, ex biatleta slovena
- 1971 - Kazuhiro Kubo, pilota motociclistico giapponese
- 1971 - Tommy Maddox, ex giocatore di football americano statunitense
- 1971 - Juanita Rivera, ex cestista portoricana
- 1971 - Riccardo Salerno, attore e conduttore televisivo italiano
- 1971 - César Sánchez, dirigente sportivo e ex calciatore spagnolo
- 1971 - Tom Steels, dirigente sportivo e ex ciclista su strada belga
- 1971 - Katt Williams, attore, rapper e comico statunitense
- 1972 - Khaled Al Zaher, ex calciatore siriano
- 1972 - Pasquale Baccaro, militare italiano († 1993)
- 1972 - Søren Colding, ex calciatore danese
- 1972 - Mefin Davies, ex rugbista a 15 e allenatore di rugby britannico
- 1972 - Mauro Denigris, giornalista italiano
- 1972 - Silvia Gemignani, triatleta italiana
- 1972 - Jermaine Guice, ex cestista statunitense
- 1972 - Vuokko Hovatta, cantante finlandese
- 1972 - Sargis Hovsep'yan, allenatore di calcio e ex calciatore armeno
- 1972 - Kim Keon-hee, imprenditrice sudcoreana
- 1972 - Nicolette Krebitz, attrice, regista e sceneggiatrice tedesca
- 1972 - Massimo Morganti, trombonista, compositore e direttore d'orchestra italiano
- 1972 - Elżbieta Nowak, ex cestista polacca
- 1972 - Katarína Studeníková, ex tennista slovacca
- 1973 - Koen Beeckman, ex ciclista su strada belga
- 1973 - Donnie Boyce, ex cestista e allenatore di pallacanestro statunitense
- 1973 - Sandrine Bélier, avvocato e politica francese
- 1973 - Matthew Dunn, ex nuotatore australiano
- 1973 - Emiliano Fossi, politico italiano
- 1973 - Abdelkrim Jinani, ex calciatore marocchino
- 1973 - Kim Jae-hung, ex calciatore sudcoreano
- 1973 - Savo Milošević, dirigente sportivo, allenatore di calcio e ex calciatore jugoslavo
- 1973 - Nicholas Pinnock, attore britannico
- 1973 - Marco Rivaro, ex rugbista a 15 italiano
- 1973 - Mark Shield, ex arbitro di calcio australiano
- 1973 - Zhang Jinsong, ex cestista e allenatore di pallacanestro cinese
- 1974 - Gustavo Bartelt, allenatore di calcio e ex calciatore argentino
- 1974 - Oleksandr Kondratenko, ex giocatore di calcio a 5 ucraino
- 1974 - Jason Lawson, ex cestista statunitense
- 1974 - Carlo Lorenzi, hockeista su ghiaccio italiano
- 1974 - Teddy Richert, ex calciatore francese
- 1974 - Yuka Sakurai, pallavolista giapponese
- 1974 - Sami Salo, ex hockeista su ghiaccio finlandese
- 1974 - Inari Vachs, ex attrice pornografica statunitense
- 1974 - Saša Zorić, ex calciatore jugoslavo
- 1975 - Cory Barlog, regista, scrittore e autore di videogiochi statunitense
- 1975 - Marco Campomenosi, politico italiano
- 1975 - Rafael Castellín, ex calciatore venezuelano
- 1975 - Amadou Diallo, guineano († 1999)
- 1975 - Rene Eisner, ex arbitro di calcio austriaco
- 1975 - Csaba Fehér, ex calciatore ungherese
- 1975 - Magdalena Graaf, modella e cantante svedese
- 1975 - Samantha Quan, attrice e produttrice cinematografica canadese
- 1975 - Miguel Ángel Romero, ex calciatore argentino
- 1975 - Naoto Sakurai, ex calciatore giapponese
- 1975 - MC Chris, rapper, doppiatore e sceneggiatore statunitense
- 1975 - Stephen van Haestregt, batterista olandese
- 1976 - Wael El-Quabbani, ex calciatore egiziano
- 1976 - Eleanor Friedberger, cantante e polistrumentista statunitense
- 1976 - Syleena Johnson, cantante statunitense
- 1976 - Ivan Majeský, ex hockeista su ghiaccio slovacco
- 1976 - Momodu Mutairu, ex calciatore nigeriano
- 1976 - Stéphane Pichot, ex calciatore francese
- 1976 - Federico Tavola, scrittore, autore televisivo e fisico italiano
- 1976 - Bernard Tchoutang, ex calciatore camerunese
- 1977 - Danie Coetzee, ex rugbista a 15 sudafricano
- 1977 - Felipe Jorge Loureiro, allenatore di calcio e ex calciatore brasiliano
- 1977 - Frédéric Kanouté, ex calciatore francese
- 1977 - Marek Mintál, allenatore di calcio e ex calciatore slovacco
- 1977 - Fuminori Nakamura, scrittore giapponese
- 1977 - Ramadhani Nkunzingoma, ex calciatore ruandese
- 1977 - Elica Todorova, percussionista e cantante bulgara
- 1977 - Giorgia Vecchini, modella italiana
- 1978 - Adalberto Nunes da Silva, ex giocatore di calcio a 5 brasiliano
- 1978 - Juan Pablo Colinas, ex calciatore spagnolo
- 1978 - Lucy d'Escoffier Crespo da Silva, astronoma statunitense († 2000)
- 1978 - Mariano Fernández, dirigente sportivo e ex calciatore argentino
- 1978 - Krzysztof Kozik, ex calciatore polacco
- 1978 - Miguel Mendes, regista e sceneggiatore portoghese
- 1978 - Pablo Metlich, ex calciatore messicano
- 1978 - Tatiana Okupnik, cantautrice polacca
- 1978 - Vince Pastano, chitarrista, compositore e produttore discografico italiano
- 1978 - Maicol & Mirco, fumettista e disegnatore italiano
- 1978 - Deniss Romanovs, ex calciatore lettone
- 1978 - Aleksandăr Tomaš, allenatore di calcio e ex calciatore bulgaro
- 1978 - Apostolos Tzitzikōstas, politico greco
- 1978 - Matthew Watkins, rugbista a 15 britannico († 2020)
- 1979 - Chiara Braga, politica italiana
- 1979 - Herbert Dick, ex calciatore zimbabwese
- 1979 - Petr Hubáček, hockeista su ghiaccio ceco
- 1979 - Jonathan Kite, attore e comico statunitense
- 1979 - Antonia Klugmann, cuoca e imprenditrice italiana
- 1979 - Aleksandr Povetkin, pugile russo
- 1979 - Fabienne Reuteler, ex snowboarder svizzera
- 1979 - Yousef Zayed, ex calciatore kuwaitiano
- 1980 - Daniel Edusei, ex calciatore ghanese
- 1980 - Christobal Gilharry, calciatore beliziano
- 1980 - Mark Guiliana, batterista, compositore e produttore discografico statunitense
- 1980 - Simone Kuhn, giocatrice di beach volley svizzera
- 1980 - Diego Modrušan, ex pallamanista croato
- 1980 - Moatasem Salem, ex calciatore egiziano
- 1980 - Danny Shittu, ex calciatore nigeriano
- 1980 - Atte-Oudeyi Zanzan, ex calciatore togolese
- 1981 - Aleksej Aleksandrovič Čadov, attore russo
- 1981 - Bart Dockx, ciclista su strada belga
- 1981 - Nick Hardwick, giocatore di football americano statunitense
- 1981 - Jassem Khalloufi, calciatore tunisino
- 1981 - Marcin Kuś, ex calciatore polacco
- 1981 - Aki Misato, cantante giapponese
- 1981 - Alessio Sakara, artista marziale misto, conduttore televisivo e attore italiano
- 1981 - Abdulnaser Slil, ex calciatore libico
- 1981 - Radosław Zawrotniak, schermidore polacco
- 1981 - Indra Putra Mahayuddin, calciatore malese
- 1982 - Joey Barton, allenatore di calcio e ex calciatore inglese
- 1982 - Krum Bibiškov, ex calciatore bulgaro
- 1982 - Jacopo Bonvicini, attore italiano
- 1982 - César Castro, tuffatore brasiliano
- 1982 - Dan Connolly, giocatore di football americano statunitense
- 1982 - Hánier Dranguet, ex calciatore cubano
- 1982 - Hugo Droguett, ex calciatore cileno
- 1982 - Hugo Gaspar, pallavolista portoghese
- 1982 - Catherine Greves, canottiera britannica
- 1982 - Jason Hammel, ex giocatore di baseball statunitense
- 1982 - Shereefa Lloyd, velocista giamaicana
- 1982 - Tamás Lódi, giocatore di calcio a 5 e allenatore di calcio a 5 ungherese
- 1982 - Davide Manca, direttore della fotografia italiano
- 1982 - Andrea Masciarelli, ex ciclista su strada italiano
- 1982 - Tinashe Nengomasha, ex calciatore zimbabwese
- 1982 - Alan Tate, allenatore di calcio, dirigente sportivo e ex calciatore inglese
- 1983 - Filip Arsenijević, ex calciatore serbo
- 1983 - Esteban Batista, cestista uruguaiano
- 1983 - Marcin Białobłocki, ex ciclista su strada polacco
- 1983 - Cho Jin-soo, ex calciatore sudcoreano
- 1983 - Neill Collins, allenatore di calcio e ex calciatore scozzese
- 1983 - Christophe Grondin, ex calciatore francese
- 1983 - Ralph Gunesch, dirigente sportivo, allenatore di calcio e ex calciatore tedesco
- 1983 - Michael Higdon, ex calciatore inglese
- 1983 - Tiffany Hines, attrice, modella e ballerina statunitense
- 1983 - Kim Jung-hwan, schermidore sudcoreano
- 1983 - Elias Ribeiro de Oliveira, ex calciatore brasiliano
- 1983 - Daniela Stracchi, ex calciatrice italiana
- 1983 - Daniel Udsen, ex calciatore faroese
- 1983 - Radoslav Velikov, lottatore bulgaro
- 1983 - Zhang Zhan, blogger cinese
- 1984 - Jaroslav Bába, altista ceco
- 1984 - Donatan, rapper polacco
- 1984 - Luigi Della Rocca, allenatore di calcio e ex calciatore italiano
- 1984 - Joshua Henry, attore e cantante statunitense
- 1984 - Mike Magee, ex calciatore statunitense
- 1984 - Ray McDonald, giocatore di football americano statunitense
- 1984 - Massimo Murdocca, ex calciatore australiano
- 1984 - Peter Perchtold, ex calciatore tedesco
- 1984 - Jack Peñate, musicista e cantautore inglese
- 1984 - Danson Tang, cantante, attore e modello taiwanese
- 1984 - Jahmar Thorpe, cestista statunitense
- 1984 - Tom Vandenkendelaere, politico belga
- 1984 - Thomas Vollnhofer, ex calciatore austriaco
- 1984 - Lovre Vulin, calciatore croato
- 1985 - Marissa Callaghan, calciatrice e allenatrice di calcio nordirlandese
- 1985 - Bruce Davis, giocatore di football americano statunitense
- 1985 - Dario Dell'Oso, giocatore di calcio a 5 italiano
- 1985 - Francesco Forciniti, politico italiano
- 1985 - Yani Gellman, attore canadese
- 1985 - Mizue Hoshi, ex sciatrice alpina giapponese
- 1985 - Phil Jones, ex cestista statunitense
- 1985 - Marcel Jones, cestista statunitense
- 1985 - Allison Miller, attrice statunitense
- 1985 - Oleksandr Nad', ex calciatore ucraino
- 1985 - Adam Nemec, calciatore slovacco
- 1985 - Mark Otten, ex calciatore olandese
- 1985 - Alexandra Podkolzina, ex tennista statunitense
- 1985 - Kacjaryna Snycina, cestista russa
- 1985 - Taishi Takizawa, wrestler giapponese
- 1986 - Corey Cogdell, tiratrice a volo statunitense
- 1986 - Stevan Faddy, cantante montenegrino
- 1986 - Gelson Fernandes, ex calciatore svizzero
- 1986 - Rafik Halliche, ex calciatore algerino
- 1986 - Kyle Hines, ex cestista statunitense
- 1986 - Júlio César Jacobi, calciatore brasiliano
- 1986 - Kim Hye-min, goista sudcoreana
- 1986 - Lee Tae-im, attrice sudcoreana
- 1986 - Thomas Leota, calciatore samoano americano
- 1986 - Hrayr Mkoyan, calciatore armeno
- 1986 - Moses Ndiema Kipsiro, mezzofondista ugandese
- 1986 - Ryan O'Connell, attore, sceneggiatore e comico statunitense
- 1986 - Willie Overtoom, ex calciatore camerunese
- 1986 - Grégory Tadé, ex calciatore francese
- 1986 - Efrén Vázquez, pilota motociclistico spagnolo
- 1986 - Jakub Veselý, pallavolista ceco
- 1987 - Viviana Bottaro, karateka italiana
- 1987 - Andrėj Chačaturan, calciatore bielorusso
- 1987 - Kai Forbath, giocatore di football americano statunitense
- 1987 - Rachael Gunn, docente australiana
- 1987 - Mohamed Larbi, ex calciatore tunisino
- 1987 - Desy Luccini, modella e attrice italiana
- 1987 - Scott Moir, ex danzatore su ghiaccio canadese
- 1987 - Kwasi Paul, calciatore grenadino
- 1987 - Spencer Smith, batterista statunitense
- 1987 - Bruce Tasker, ex bobbista e ex velocista britannico
- 1987 - Jonas Wiseth, giocatore di calcio a 5 e ex calciatore norvegese
- 1988 - Martina Boscoscuro, ex pallavolista italiana
- 1988 - Robin Chaigneau, ex ciclista su strada e dirigente sportivo olandese
- 1988 - Jean-Alain Fanchone, ex calciatore francese
- 1988 - Katie Hartman, ex sciatrice alpina statunitense
- 1988 - Keisuke Katō, attore e personaggio televisivo giapponese
- 1988 - Elmedin Kikanović, cestista bosniaco
- 1988 - Javi Martínez, calciatore spagnolo
- 1988 - Francesco Meraviglia, arbitro di calcio italiano
- 1988 - Leonel Morales, calciatore boliviano
- 1988 - Dimitrij Ovtcharov, tennistavolista tedesco
- 1988 - Sarah Palacin, calciatrice francese
- 1988 - Ibrahim Šehić, calciatore bosniaco
- 1988 - Artem Semenenko, ex calciatore ucraino
- 1988 - Devon Wylie, giocatore di football americano statunitense († 2023)
- 1989 - Sergio Escudero, calciatore spagnolo
- 1989 - Davide Garruti, ex cestista svizzero
- 1989 - Matilde Gioli, attrice italiana
- 1989 - Ronela Hajati, cantante albanese
- 1989 - Richard Kilty, ex velocista britannico
- 1989 - Vasilij Kondratenko, bobbista e ex velocista russo
- 1989 - Adam Kszczot, ex mezzofondista polacco
- 1989 - Gabriel Machado, ex calciatore brasiliano
- 1989 - Andy May, ex calciatore lussemburghese
- 1989 - Godwin Mensha, calciatore nigeriano
- 1989 - Marcus Morris, cestista statunitense
- 1989 - Valentin Novikov, ex cestista russo
- 1989 - Robert Odongkara, calciatore ugandese
- 1989 - Alexandre Pato, ex calciatore brasiliano
- 1989 - Anthony Raffa, allenatore di pallacanestro e cestista statunitense
- 1989 - Paolo Rotondo, cestista italiano
- 1989 - Matteo Urzia, attore italiano
- 1989 - Zedd, disc jockey, produttore discografico e musicista russo
- 1990 - Maria Grazia Alemanno, sollevatrice italiana
- 1990 - Carolina Arias, calciatrice colombiana
- 1990 - Kyle Bekker, calciatore canadese
- 1990 - Marcus Ericsson, pilota automobilistico svedese
- 1990 - Harmony Ikande, calciatore nigeriano
- 1990 - Muhamed Keita, calciatore norvegese
- 1990 - Lawrence Kimaiyo, maratoneta keniota
- 1990 - Tala Rafe Luvu, calciatore samoano americano
- 1990 - Yūsuke Maruhashi, ex calciatore giapponese
- 1990 - Bruce Massey, cestista statunitense
- 1990 - Darren Mattocks, ex calciatore giamaicano
- 1990 - Siraj Nasser, calciatore israeliano
- 1990 - Medžit Neziri, calciatore macedone
- 1990 - Dawda Ngum, calciatore gambiano
- 1990 - Cristian Palacios, calciatore uruguaiano
- 1990 - Ralf Palik, slittinista tedesco
- 1990 - Merritt Patterson, attrice canadese
- 1990 - Charline van Snick, judoka belga
- 1990 - Ash Taylor, calciatore gallese
- 1990 - Volodymyr Zastavnyj, calciatore ucraino
- 1991 - Davante Gardner, cestista statunitense
- 1991 - Natasha Howard, cestista statunitense
- 1991 - Damson Idris, attore britannico
- 1991 - Sophie Ingle, calciatrice gallese
- 1991 - Jason Lowe, calciatore inglese
- 1991 - Emma Lunder, biatleta canadese
- 1991 - Mareks Mejeris, cestista lettone
- 1991 - Ângelo Pelegrinelli Neto, calciatore brasiliano
- 1991 - David Pitt, calciatore inglese
- 1991 - Davy Pröpper, ex calciatore olandese
- 1991 - Deborah Salvatori Rinaldi, ex calciatrice italiana
- 1991 - Juraj Vavrík, calciatore slovacco
- 1991 - Gyasi Zardes, calciatore statunitense
- 1992 - Sergio Aguza, calciatore spagnolo
- 1992 - Madilyn Bailey, cantautrice statunitense
- 1992 - Nika Barič, cestista slovena
- 1992 - Jorge Daniel Benítez, calciatore paraguaiano
- 1992 - Clarence Bitang, calciatore camerunese
- 1992 - Thekla Brun-Lie, ex biatleta norvegese
- 1992 - Andreja Efremov, calciatore macedone
- 1992 - Jim Gottfridsson, pallamanista svedese
- 1992 - Jin Min-sub, astista sudcoreano
- 1992 - Toni Jović, calciatore croato
- 1992 - Xenia Knoll, tennista svizzera
- 1992 - Philipp Kühn, calciatore tedesco
- 1992 - Neva Leoni, attrice italiana
- 1992 - Nenad Lukić, calciatore serbo
- 1992 - Emiliano Martínez, calciatore argentino
- 1992 - Alberto Masi, calciatore italiano
- 1992 - Josh Meekings, calciatore inglese
- 1992 - Javier Mendoza, calciatore argentino
- 1992 - Rae Morris, cantautrice britannica
- 1992 - Scott Quigley, calciatore e ex giocatore di calcio a 5 inglese
- 1992 - Katie Rood, calciatrice neozelandese
- 1993 - Jaime Arrascaita, calciatore boliviano
- 1993 - Deivy Balanta, calciatore colombiano
- 1993 - Andrea Cassinelli, pattinatore di short track italiano
- 1993 - Sofian Chakla, calciatore marocchino
- 1993 - William Craft, allenatore di pallavolo e ex pallavolista statunitense
- 1993 - Ljuban Crepulja, calciatore croato
- 1993 - Juan Felipe Delgadillo, ex calciatore messicano
- 1993 - Michal Finger, pallavolista ceco
- 1993 - Leandro Garate, calciatore argentino
- 1993 - Dusty Hannahs, cestista statunitense
- 1993 - Jauz, disc jockey e produttore discografico statunitense
- 1993 - Martin Kase, calciatore estone
- 1993 - Deiver Machado, calciatore colombiano
- 1993 - Zaza Nadiradze, canoista georgiano
- 1993 - Shane O'Neill, calciatore irlandese
- 1993 - Caleb Stanko, calciatore statunitense
- 1994 - Giōrgos Arestī, calciatore cipriota
- 1994 - Caleb Brantley, giocatore di football americano statunitense
- 1994 - Linda Dallmann, calciatrice tedesca
- 1994 - Jalen Jenkins, cestista statunitense
- 1994 - Ayo Obileye, calciatore inglese
- 1994 - Kristian Pulli, lunghista finlandese
- 1994 - Julian Rauchfuss, ex sciatore alpino tedesco
- 1994 - Thomas Steu, slittinista austriaco
- 1995 - Aleksander Barkov, hockeista su ghiaccio finlandese
- 1995 - Penina Davidson, cestista neozelandese
- 1995 - Mignot Debebe, calciatore etiope
- 1995 - Miguel Durán, nuotatore spagnolo
- 1995 - Danielle Harbin, pallavolista statunitense
- 1995 - Will Hernandez, giocatore di football americano statunitense
- 1995 - Matti Kuosmanen, lottatore finlandese
- 1995 - Sébastien Locigno, ex calciatore belga
- 1995 - Giorgi Papunashvili, calciatore georgiano
- 1995 - Deimantas Petravičius, ex calciatore lituano
- 1995 - Django Warmerdam, calciatore olandese
- 1996 - Austin Abrams, attore statunitense
- 1996 - Juan Alano, calciatore brasiliano
- 1996 - Ege Arar, cestista turco
- 1996 - Damon Arnette, giocatore di football americano statunitense
- 1996 - Erin Barnett, calciatore gibilterriano
- 1996 - Cortez Broughton, giocatore di football americano statunitense
- 1996 - Reece Burke, calciatore inglese
- 1996 - Pius Dorn, calciatore tedesco
- 1996 - Matthew Gibson, ex ciclista su strada e pistard britannico
- 1996 - Fahad Ishmail, ex calciatore somalo
- 1996 - Sungha Jung, chitarrista e youtuber sudcoreano
- 1996 - Julio Mayora, sollevatore venezuelano
- 1996 - Moisés Vieira da Veiga, calciatore brasiliano
- 1996 - Alastair Reynolds, calciatore scozzese
- 1996 - Giacomo Ricci, calciatore italiano
- 1996 - Aron Sele, calciatore liechtensteinese
- 1996 - Pavel Selivërstaŭ, altista bielorusso
- 1996 - Arianna Sighel, pattinatrice di short track italiana
- 1996 - Alma Wakili, calciatore nigeriano
- 1997 - Kyle Allman, cestista statunitense
- 1997 - João Victor, calciatore brasiliano
- 1997 - Katie Drabot, nuotatrice statunitense
- 1997 - Roman Ežov, calciatore russo
- 1997 - Mariella Fasoula, cestista greca
- 1997 - Han Hee-ju, judoka sudcoreana
- 1997 - Alex Iacovitti, calciatore scozzese
- 1997 - Brandon Ingram, cestista statunitense
- 1997 - Ja'Marcus Ingram, giocatore di football americano statunitense
- 1997 - Stefan Jevtoski, calciatore macedone
- 1997 - Sanah, cantautrice, violinista e compositrice polacca
- 1997 - Eric Kitolano, calciatore norvegese
- 1997 - Jakub Krč, calciatore slovacco
- 1997 - Raúl Lozano, calciatore argentino
- 1997 - Alexis Maldonado, calciatore argentino
- 1997 - Valeria Quispe, lunghista e triplista boliviana
- 1997 - Brandon Randolph, cestista statunitense
- 1997 - Jordan Storey, calciatore inglese
- 1998 - Awn Al-Saluli, calciatore saudita
- 1998 - Nickeil Alexander-Walker, cestista canadese
- 1998 - Juan Ducasse, cestista uruguaiano
- 1998 - Matt Freese, calciatore statunitense
- 1998 - Edwin Herrera, calciatore colombiano
- 1998 - Said Karimulla Khalili, biatleta russo
- 1998 - Dwight Ramos, cestista filippino
- 1998 - John Samuel Shenker, giocatore di football americano statunitense
- 1998 - Rasmus Stegfeldt, sciatore freestyle svedese
- 1998 - Natalia Vega, nuotatrice artistica statunitense
- 1998 - Gaute Høberg Vetti, calciatore norvegese
- 1999 - Zhiar Ali, attivista, cantautore e giornalista curdo
- 1999 - Gavin Casalegno, attore e modello statunitense
- 1999 - Vasco Lopes, calciatore portoghese
- 1999 - Destanni Henderson, cestista statunitense
- 1999 - Moeka Kijima, nuotatrice artistica giapponese
- 1999 - Filip Kubala, calciatore ceco
- 1999 - Rick Jhonatan Lima Morais, calciatore brasiliano
- 1999 - Ella Toone, calciatrice inglese
- 1999 - Zhang Ru, cestista cinese
- 2000 - Laura Gonzalez, nuotatrice artistica francese
- 2000 - Lisa Grill, sciatrice alpina austriaca
- 2000 - Kaspar Kindem, sciatore alpino norvegese
- 2000 - Sam McCallum, calciatore inglese
- 2000 - Luke Musgrave, giocatore di football americano statunitense
- 2000 - Rubén Pulido Peñas, calciatore spagnolo
- 2000 - Jasper Schendelaar, calciatore olandese
- 2000 - Vitchapol Somkid, attore thailandese
- 2000 - Idrissa Thiam, calciatore mauritano

## XXI secolo(27)
- 2001 - Will Anderson Jr., giocatore di football americano statunitense
- 2001 - Luis Binks, calciatore inglese
- 2001 - Can Keles, calciatore austriaco
- 2001 - Paul Mbong, calciatore nigeriano
- 2001 - Aleksandar Mlađen, giocatore di football americano serbo
- 2001 - Maciej Rosołek, calciatore polacco
- 2001 - Ran Takahashi, pallavolista giapponese
- 2001 - Anine Thoresen, sciatrice alpina norvegese
- 2002 - Bradley Barcola, calciatore francese
- 2002 - Novatus Miroshi, calciatore tanzaniano
- 2002 - Emiliano Márquez, calciatore uruguaiano
- 2002 - Jacob Ondrejka, calciatore svedese
- 2002 - Luka Stankovski, calciatore macedone
- 2002 - Daniel Szelągowski, calciatore polacco
- 2002 - Elina Tzengko, giavellottista greca
- 2003 - Chidera Eze, pallavolista nigeriana
- 2003 - Noy Gazala, nuotatrice artistica israeliana
- 2003 - Mason Graham, giocatore di football americano statunitense
- 2003 - Alejandro Iturbe, calciatore spagnolo
- 2003 - Andrėj Kudravec, calciatore bielorusso
- 2004 - Carl Wattana Bennett, pilota automobilistico thailandese
- 2004 - Berke Büyüktuncel, cestista turco
- 2004 - Tristan Gooijer, calciatore olandese
- 2004 - Or Israelov, calciatore israeliano
- 2004 - Dorian Le Clech, attore francese
- 2005 - Valeriya Stolbunova, nuotatrice artistica kazaka
- 2005 - Amelija Volyns'ka, nuotatrice artistica ucraina

## Senza anno specificato(1)
- Benjamin Patersen, pittore svedese († 1815)